# ۱۲۰ کالینز استریت
۱۲۰ کالینز استریت، (به انگلیسی: 120 Collins Street) آسمان‌خراش ۵۲ طبقه به ارتفاع ۲۶۵ متر، با کاربری اداری-تجاری است، که در شهر ملبورن، ویکتوریا، در کشور استرالیا مستقر می‌باشد. پروژه ساخت این ساختمان در سال ۱۹۸۹ آغاز شد و در سال ۱۹۹۱ تکمیل و افتتاح گردید.
ساختمان ۱۲۰ کالینز استریت، محل استقرار دفتر عملیاتی شرکت ریو تینتو می‌باشد، همچنین دفاتر اداری شرکت‌های بلک‌راک، استاندارد اند پورز، میتسوبیشی، بنک آو امریکا، مریل لینچ و سیتی‌گروپ نیز در این ساختمان مستقر می‌باشند.